# Дейл Мортенсен
Дейл Томас Мортенсен (на английски: Dale Thomas Mortensen; 2 февруари 1939 г. – 9 януари 2014 г.) е американски икономист и Нобелов лауреат.

## Биография
Дейл Мортенсен е роден в Ентърпрайз, Орегон. Завършва своя бакалавър по икономика в Уилметския университет, а докторантура – в университета „Карнеги Мелън“.
Започва да преподава в Северозападния университет през 1965 г. През 2010 г. той е награден с Нобелова награда за икономика заедно с Кристофър Писаридис от Лондонското училище по икономика и политически науки и Питър Даймънд от Масачузетския технологичен институт. Тримата получават наградата за своите научни изследвания на пазара на труда и на това по какъв начин икономическата политика на правителството влияе върху безработицата.
Мортенсен изследва преди всичко икономиката на труда, макроикономиката и икономическата теория. Той полага основите на теорията за търсенето и напасването, свързана с фрикционната безработица.
Умира на 9 януари 2014 г.

## Избрани публикации
- D. Mortensen and E. Nagypál (2007), 'More on unemployment and vacancy fluctuations.' Review of Economic Dynamics 10 (3), pp. 327–47.
- D. Mortensen (2005), Wage Dispersion: Why Are Similar Workers Paid Differently?, MIT Press.  ISBN 0-262-63319-1
- K. Burdett and D. Mortensen (1998), 'Wage differentials, employer size, and unemployment.' International Economic Review 39, pp. 257–73.
- D. Mortensen and C. Pissarides (1994), 'Job creation and job destruction in the theory of unemployment.' Review of Economic Studies 61, pp. 397–415.
- D. Mortensen (1986), 'Job search and labor market analysis.' Ch. 15 of Handbook of Labor Economics, vol. 2, O. Ashenfelter and R. Layard, eds., North-Holland.
- D. Mortensen (1982), 'Property rights and efficiency of mating, racing, and related games.' American Economic Review 72 (5), pp. 968–79.
- D. Mortensen (1982), 'The matching process as a non-cooperative/bargaining game.' In The Economics of Information and Uncertainty, J. McCall, ed., NBER, ISBN 0-226-55559-3.
- D. Mortensen (1972), 'A theory of wage and employment dynamics.' In Microeconomic Foundations of Employment and Inflation Theory, E. Phelps et al., eds., Norton, ISBN 978-0-393-09326-1